# Porto Sant’Elpidio
Porto Sant’Elpidio település Olaszországban, Marche régióban, Fermo megyében. Lakosainak száma 25 600 fő (2023. január 1.). Porto Sant’Elpidio Fermo, Civitanova Marche és Sant’Elpidio a Mare községekkel határos.

## Népesség
A település lakossága az elmúlt években az alábbi módon változott:
| Lakosok száma | 26 270 | 26 408 | 25 600 |
|               | 2017   | 2018   | 2023   |